# Мой друг (фильм)
«Мой друг» (нем. Ein Freund von mir, 2006) — немецкий фильм режиссёра Себастьяна Шиппера.

## Сюжет
Выпускник Берлинского университета с дипломом по математике Карл Бломвальд успешно работает в страховой компании, где награждается корпоративным призом «Золотой стрелок» за самую успешную новацию. Однако Карл одинок и стесняется познакомиться с понравившейся ему девушкой. Некоммуникабельность и замкнутость Карла не нравится и его непосредственному начальнику господину Науманну, который пытается расшевелить его, под предлогом выяснения специфики бизнеса отправляя «в поле» — перегонять и мыть автомобили в пункте проката (владельцы которого хотят застраховаться).
Карл устраивается на работу в пункт проката автомобилей под видом студента, изучающего теологию и желающего подзаработать. Одновременно с ним на работу принимают Ганса, который сразу же знакомится с Карлом и начинает надоедать ему ежеминутными разговорами. Ганс, разъезжающий на старом жёлтом двухдверном DAF 66 с отсутствующим люком в крыше, знакомит Карла со своей «принцессой» — стюардессой Стеллой, которая очень понравилась Карлу. Разворачивающиеся дружеские отношения между Карлом и Гансом происходят одновременно с углублением чувств между Карлом и Стеллой.
Когда Карл находит слабое звено в деятельности компании по прокату автомобилей, то уходит из неё. Но в результате увольняют и Ганса, а Стелла решает уехать к отцу в Барселону. Карл находит Ганса на новой работе и предлагает ему вдвоём поехать в Барселону, но Ганс отказывается в пользу друга.

## В ролях
- Даниэль Брюль — Карл Бломвальд
- Юрген Фогель — Ганс
- Сабина Тимотео (Sabine Timoteo) — Стелла

- Петер Курт (Peter Kurth) — Фернандес, руководитель пункта проката автомобилей
- Михаэль Виттенборн (Michael Wittenborn) — Науманн, начальник Карла
- Октай Оздемир (Oktay Özdemir) — Тео
- Штефен Грот (Steffen Groth) — Франк
- Ян Оле Герстер (Jan Ole Gerster) — Корнелиус

## Съёмочная группа и производство
- Режиссёр и сценарист: Себастьян Шиппер (Sebastian Schipper)
- Продюсеры: Мария Копф и Том Тыквер, а также Маркос Кантис (Marcos Kantis, линейный продюсер) и Себастьян Зюр (Sebastian Zühr, исполнительный продюсер)
- Оператор: Оливер Бокельберг (Oliver Bokelberg)
- Художник-постановщик: Андреа Кесслер (Andrea Kessler)
- Художники по костюмам: Анетта Гутер (Anette Guther) и Шарлотта Савацки (Charlotte Sawatzki)

Производство компаний «Film1», «Telepool» и «X-Filme Creative Pool». Прокат компаний «X Verleih AG» (ФРГ), «Filmcoopi Zürich» (Швейцария), «Seven Films» (Греция), «IndieFlix» (остальные страны).

## Номинации
В 2007 году Сабина Тимотео была номинирована на Немецкую кинопремию как лучшая актриса второго плана.